# Pelkosenniemi
Pelkosenniemi est une municipalité de Finlande, en Laponie centrale, au nord du Cercle polaire arctique.

## Géographie
Bordée par les municipalités de Salla, Savukoski, Kemijärvi et Sodankylä, elle est traversée par les rivières Kemijoki, Luiro et Kitinen qui se rejoignent près du village de Pelkosenniemi.
La commune abrite une petite station de ski sur les pentes du Pyhätunturi, ainsi que l'essentiel du parc national de Pyhä-Luosto.
Elle est traversée par la route régionale 965.

## Culture et loisirs
La commune abrite un célèbre championnat du monde d'écrasement de moustique, clin d'œil à la calamité principale de l'été lapon.

## Jumelage
- Alakourtti

## Personnalités
- Tapio Luusua (1981-), skieur
- Andy McCoy, (1962-), membre d'Hanoi Rocks
- Jyrki Yrttiaho (1952–2021), homme politique